# Alastair MacLennan
Alastair MacLennan (Blair Atholl, 3 febbraio 1943) è un artista scozzese.
È riconosciuto come uno dei maggiori praticanti di live art e performance art della Gran Bretagna.
Dal 1975, vive a Belfast, Irlanda del Nord . È uno dei membri fondatori del Bbeyond Performance Art International di Belfast. È stato uno dei membri fondatori dell'Art and Research Exchange di Belfast. È membro del collettivo di performance art Black Market International (BMI).

## Biografia
Ha studiato al Duncan of Jordanstone College of Art and Design dell'Università di Dundee nel 1960-65. Nel 1966-68 consegue il Master of Fine Arts presso la School of the Art Institute of Chicago, Chicago . 
Le opere dal vivo di MacLennan hanno prevalentemente una lunga durata. Sin dall'inizio decise di non stipulare mai un contratto formale con una galleria o un commerciante commerciale. Credeva che la sua arte fosse una pratica spirituale in cui l'artista condivide l'intero processo con il pubblico, che lo sperimenta mentre viene creato: non solo un'opera d'arte, ma un processo di esplorazione e scoperta. Non dovrebbe esserci alcuna separazione tra il processo, la realizzazione e il risultato finale: deve rimanere un tutt'uno. 
Negli ultimi anni MacLennan ha sviluppato una pratica ispirata alle intuizioni Zen. MacLennan vanta un seguito mondiale tra artisti, critici e storici dell'arte. Una conseguenza del modo in cui l'artista opera è che non instaura relazioni con i musei. L'Ulster Museum possiede 129 opere su carta. Più di 100 si trovano nell'archivio della Demarco European Art Foundation di Edimburgo. 
È tra gli l'artisti performativi con più esperienza al mondo, sono pochi gli artisti che si sono esibiti così spesso o in così tante parti diverse del mondo. MacLennan sostiene che, come del resto vale anche per il grande artista performativo Joseph Beuys, tutte le sue performance fanno parte di un unico continuum di gesamtkunstwerk.
Alastair MacLennan ha rappresentato l'Irlanda alla Biennale di Venezia del 1997 con un'opera multimediale che commemora i nomi di tutti coloro che sono morti a causa dei disordini politici nell'Irlanda del Nord, dal 1969 al 1997 appunto. Durante gli anni Settanta e Ottanta realizza delle performance di lunga durata, anche fino a 144 ore, in Gran Bretagna, America e Canada. L'argomento affrontato era il disfunzionamento politico, sociale e culturale. Negli ultimi anni ha viaggiato molto in Europa, Asia, Nord America e Canada, presentando Actuations (performance/installazioni). Dal 1989 è membro dell'ente performativo Black Market International, che si esibisce a livello mondiale.
Il suo lavoro indaga questioni politiche, sociali, religiose, etiche ed estetiche. Dal 1972 ha realizzato più di 600 performance artistiche in tutto il mondo, in gallerie, musei, festival e spazi pubblici. Nel 2017 partecipa al Festival di Edimburgo, e fa un mostra al Summerhall con Sandra Johnston, artista dell'Irlanda del Nord che lavora nell'ambito delle performance site-responsive e che, come MacLennan, esplora le risposte creative in seguito a un trauma, come gli atti di commemorazione che esistono come forme di testimonianza e di incontro empatico. 
Sempre nel 2017 ha la sua seconda retrospettiva di opere su carta, oggetti e installazioni relative alle sue performance intitolata Lie To Lay e un catalogo intitolato Air A Lair. La sua prima retrospettiva è stata alla Ormeau Baths Gallery di Belfast con la pubblicazione di un catalogo intitolato Knot Knot nel 2003.
Per le performance e le installazioni di MacLennan egli utilizza il termine “Attuazioni”.
Attualmente è professore emerito di belle arti presso l'Università dell'Ulster a Belfast, membro onorario del Dartington College of Arts nel Devon e socio onorario della National Review of Live Art di Glasgow .